# Moly Tamás
Moly Tamás, született Leitner Mór (Budapest, 1875. január 27. – Budapest, 1957. március 16.) író, újságíró, rendező, színházigazgató.

## Élete
Leitner Albert bankhivatalnok és Koch Emma fia. Pályafutását mint újságíró kezdte, évekig Párizsban és Berlinben élt, majd hazaköltözött, és színházi szakemberként tevékenykedett. 1904-ben választmányi tagja lett a Thália Társaságnak, 1905 ősztől a kecskeméti színház igazgatója, majd három hónapig dolgozott Mohácson, mire fizetésképtelenné vált. 1907-ben rendezőként működött az Intim Színháznál. 1930 márciusában megpályázta a szegedi színház igazgatói posztját, ám nem járt sikerrel.
Szépíróként viszonylag későn lépett színre, az 1910-es években a Nyugat közölte novelláit, később több kötete megjelent, ám 1919-1920-tól átváltott a ponyvaregények írására. A legnagyobb sikert Vörösbegy-sorozata aratta, melynek hőse egy különleges átváltozó-képességgel rendelkező magyar származású, ám nemzetközi karriert befutó szélhámos.
Korai műveinek egyikét, A jöttment című elbeszélését Füst Milán és Hamvas Béla egyaránt remekműként értékelte. Számos művéhez az artista- és színészvilágból merített ötletet.
Házastársa Till Rozália (1863–1953) színésznő volt, akit 1911. február 7-én Budapesten, a Józsefvárosban vett nőül.

## Művei
- Három novella - Egy mese, néhány levél és a kert, Az idegen hölgy, A szomszéd (Kner Izidor, 1917)
- Az igaz élet (Kner, 1917)
- Vörösbegy (Légrády Testvérek, 1918)
- Velencei kaland (Légrády Testvérek, 1918)
- A jöttment (Kner, 1918)
- Box - Tizenhét novella (Franklin Társulat, 1919)
- Kalandok és kalandorok (Franklin Társulat, 1919)
- Szegedi Emma, színésznő (Franklin Társulat, 1920)
- A mester - Vörösbegy kalandjai (regény, Hajnal kiadás, 1921)
- Álarcos játék - Vörösbegy kalandjai (detektívtörténet, Hajnal Kiadás, 1921)
- A szenzáció - Vörösbegy kalandjai (Hajnal Kiadás, 1921)
- Bluff! (regény, Singer és Wolfner, 1924)
- Karnevál Velencében (Franklin Társulat, 1925)
- A félszemű (Tolnai Világlapja, é.n.)
- Az idegen úr (Tolnai Világlapja, é.n.)
- A láthatatlan kéz (Tolnai Világlapja, é.n.)
- Az utolsó pillanatban - Vörösbegy újabb kalandjai (Tolnai Nyomdai Műintézet és Kiadóvállalat R.-T., 1928)
- A fa odvában - és egyéb kis mesék (Tolnai Nyomdai Műintézet és Kiadóvállalat R.-T.)
- Álruhában - és egyéb kis mesék (Tolnai Nyomdai Műintézet és Kiadóvállalat R.-T.)
- Az égő erdőben - és egyéb kis mesék (Tolnai Nyomdai Műintézet és Kiadóvállalat R.-T.)
- Menekülés a kelepcéből - és egyéb kis mesék (Tolnai Nyomdai Műintézet és Kiadóvállalat R.-T.)
- Egy hölgy, aki bajban van (Tolnai Nyomdai Műintézet és Kiadóvállalat R.-T.)
- A csodák szigete (regény, Kolozsvár, 1931)
- Az öt Ravo (Világvárosi regények, 1932)
- A Victoria Hotel rejtélye (színdarab, 1932)
- Játék a szerencsével (színdarab, 1933)
- Két plakát Birminghamben (színdarab, 1934)
- A zöld irattáska (regény, Általános Nyomda, 1935)
- Segíts magadon! (Általános Nyomda, 1936)
- A titokzatos repülő (Általános Nyomda, 1938)
- A kém megérkezik (Literária Kiadóvállalat, 1939)
- A könyörtelen árnyék (Szikra, é.n.)
- Csalétek: Speed és Coates munkában (Budapest, 1946)
- A szoborszép asszony (Budapest, 1947)

## Fordításai
- G. B. Shaw: Hősök (1904)
- August Strindberg: Az apa (1904)
- Oscar Wilde: Az eszményi férj (1907)
- Maurice Leblanc: A szőke hölgy : Arsène Lupin sorozat (Budapest, 1918)
- Maurice Leblanc: Arséne Lupin kalandjai (Budapest, 1918)
- Maurice Leblanc: A piros hetes : Arsène Lupin újabb kalandjai (Budapest, 1918)
- Pierre Alexis de Ponson du Terrail: Ma-Eddin kincse (fantasztikus regény, Budapest, 1920)
- Anders Eje: Madagaszkár (regény, Budapest, 1921)
- Herman Heijermans: VII. parancsolat (1920)
- Honoré de Balzac: Egy homályos eset (192?)
- Honoré de Balzac: De Langeais hercegasszony (Budapest, 1920)
- Honoré de Balzac: Dráma a tengerparton (három kis regény, Budapest, 1921)
- Herman Heijermans: Lotte (1920)
- Samuel August Duse: A tőrösbot : detektív-regény (Budapest, 1920)
- Sven Elvestad: A tolószék : detektív-regény (Budapest, 1920)
- Sven Elvestad: A lila kesztyű : a Carmen-induló : Krag detektív kalandjai (Budapest, 1920)
- Sven Elvestad: Az ezernevű hölgy : az ellopott ház : Krag detektív kalandjai (Budapest, 1920)
- Sven Elvestad: A három szoba : Asbjörn Krag halandjai (Budapest, 1920)
- Sven Elvestad: A vijjogás : Krag detektív kalandjai (Budapest, 1920)
- Sven Elvestad: A pók : Krag detektív kalandjai (Budapest, 1920)
- Sven Elvestad: A bohóc : a titkos írás kulcsa : Krag detektív kalandjai (Budapest, 1921)
- Sven Elvestad: Montrose : detektív-regény (Budapest, 1921)
- Sven Elvestad: Az ököl : Krag detektív kalandjai (Budapest, 1921)
- Sven Elvestad: A halálóra : Krag detektív kalandja (Budapest, 1922)
- Gustav Meyrink: A fehér dominikánus : egy láthatatlan valaki naplójából (Budapest, 1922)
- Nyikolaj Szemjonovics Leszkov: A rém (Budapest, 1928)
- Nyikolaj Szemjonovics Leszkov: Figura (Budapest, 1928)
- Nyikolaj Szemjonovics Leszkov: A gonosztevő (Budapest, 1929)
- Alexandre Dumas: Husz év multán I-II-III
- Alexandre Dumas: A három testőr
- William Averill Stowell: A zümmögő falak titka (Budapest, 1928)
- Lev Nyikolajevics Tolsztoj: Polikuska (regény, Budapest, 1928)
- Lev Tolsztoj: Luzern (regény, Budapest, 1929)
- Theodor Storm: Egy vallomás (Budapest, 1929)
- Arthur Benjamin Reeve: Amikor emberek eltűnnek (Budapest, 1929)
- Louis Joseph Vance: Az esztelen Maitland (Budapest, 1929)
- Alfred de Vigny: Renaud kapitány élete és halála (Budapest, 1929)
- Carolyn Wells: Titokzatos gyilkosság (regény, Budapest, 1929)
- Peter Bolt: Asszonynélküli város (Budapest, 1929?)
- Heinrich Zschokke: Rozmarin néni (regény, Budapest, 1929)
- Ernst Klein: Arany a tengerben (regény, Budapest, 1930)
- Fritz Mardicke: A boldogság szigete (Budapest, 1932)
- Claus Zehren: Napsugár feleség (Budapest, 1932)
- Ernst Klein: Szerelem és gyűlölet (Budapest, 1932)
- Ernst Klein: Egy modern nő sorsa (Budapest, 1932)
- Ottwell Binns: Az öt pálma szigete (regény, Budapest, 1941)
- Kenneth Robert Gordon Browne: Kutya van a kertben (vidám regény, Budapest, 1942)
- Gottfried Keller: Az előkelő utas (Budapest, 1948)
- Giacomo Casanova: Velence ólomkamráiban (Budapest, 1948)